# Тауэр (остров)
Остров Тауэр (англ. Tower Island) — остров на северо-восточной оконечности архипелага Палмер.
Расположен вблизи северо-западного побережья Антарктического полуострова, примерно в 32 км к северо-востоку от острова Тринити. Составляет примерно 8 км в длину и 5 км в ширину. Площадь острова — 16 км². Высшая точка острова составляет 305 м над уровнем моря. Вблизи западного побережья Тауэра расположена группа скал Перл.
Остров был назван 30 января 1820 года Эдвардом Брансфилдом, который описывал его как «круглый остров».

## Карты
- Trinity Peninsula. Архивировано из оригинала 23 сентября 2015 года. Scale 1:250000 topographic map No. 5697. Institut für Angewandte Geodäsie and British Antarctic Survey, 1996.